# 2014–2015-ös magyar férfi vízilabda-bajnokság (másodosztály)
A 2014-2015-ös OB I/B-t a Magyar Vízilabda-szövetség írta ki 94. alkalommal és 20 csapat részvételével bonyolítja le. A bajnokság 2014. szeptember 27-én rajtolt.
A címvédő a UVSE.

## A bajnokságban szereplő csapatok
| A csapat neve (a bajnokságban használt neve)                         | A csapat székhelye   | 2013–14  |
| -------------------------------------------------------------------- | -------------------- | -------- |
| Angyalföldi Sportiskola és Diáksport Egyesület (ASDE)                | Budapest, Angyalföld | 15.      |
| YBL Water Polo Club Közhasznú Egyesület (YBL-Waterpolo)              | Budapest             | OB I 14. |
| Budapesti VSC (BVSC-Zugló)                                           | Budapest, Zugló      | 5.       |
| Ceglédi Vasutas Sport Egyesület (Ceglédi VSE)                        | Cegléd               | 10.      |
| Csabai Csirkefogók Vízilabda Klub (Csabai Csirkefogók VK)            | Békéscsaba           | 16.      |
| DVSE                                                                 | Debrecen             | 6.       |
| SZTE EHÖK Sport Egyesület (SZTE)                                     | Debrecen             | OB II 2. |
| Eszterházy Károly Főiskola SC (EKFSC)                                | Eger                 | 4.       |
| Érd-MAFC                                                             | Érd                  | 17.      |
| Hírös Sport Nonprofit Kft.                                           | Kecskemét            | 14.      |
| Honvéd Utánpótlás Vízilabda Sportegyesület (Honvéd Utánpótlás VK SE) | Budapest, Kispest    | 9.       |
| Hódmezővásárhelyi Vízilabda Sport Club (Hódmezővásárhelyi VSC)       | Hódmezővásárhely     | 8.       |
| Kanizsa Vízilabda Sport Egyesület (Kanizsa VSE)                      | Kanizsa              | 6.       |
| Neptun Vízilabda Sport Club (Neptun VSC)                             | Budapest             | 3.       |
| MVLC Miskolci Vízilabda Club Nonprofit Kft. (MVLC)                   | Miskolc              | 2.       |
| Pécsi VSK (PVSK-PSN Zrt.)                                            | Pécs                 | 13.      |
| Szegedi Vízipóló Suli                                                | Szeged               | 11.      |
| Szolnoki Dózsa-Közgép                                                | Szolnok              | 12.      |
| Tatabányai Vízmű Sport Egyesület (Tatabányai VSE)                    | Tatabánya            | 7.       |
| Újpest Vízilabda Utánpótlás Sportegyesület (UVSE)                    | Budapest             | 1.       |